# フリーホイールハブ

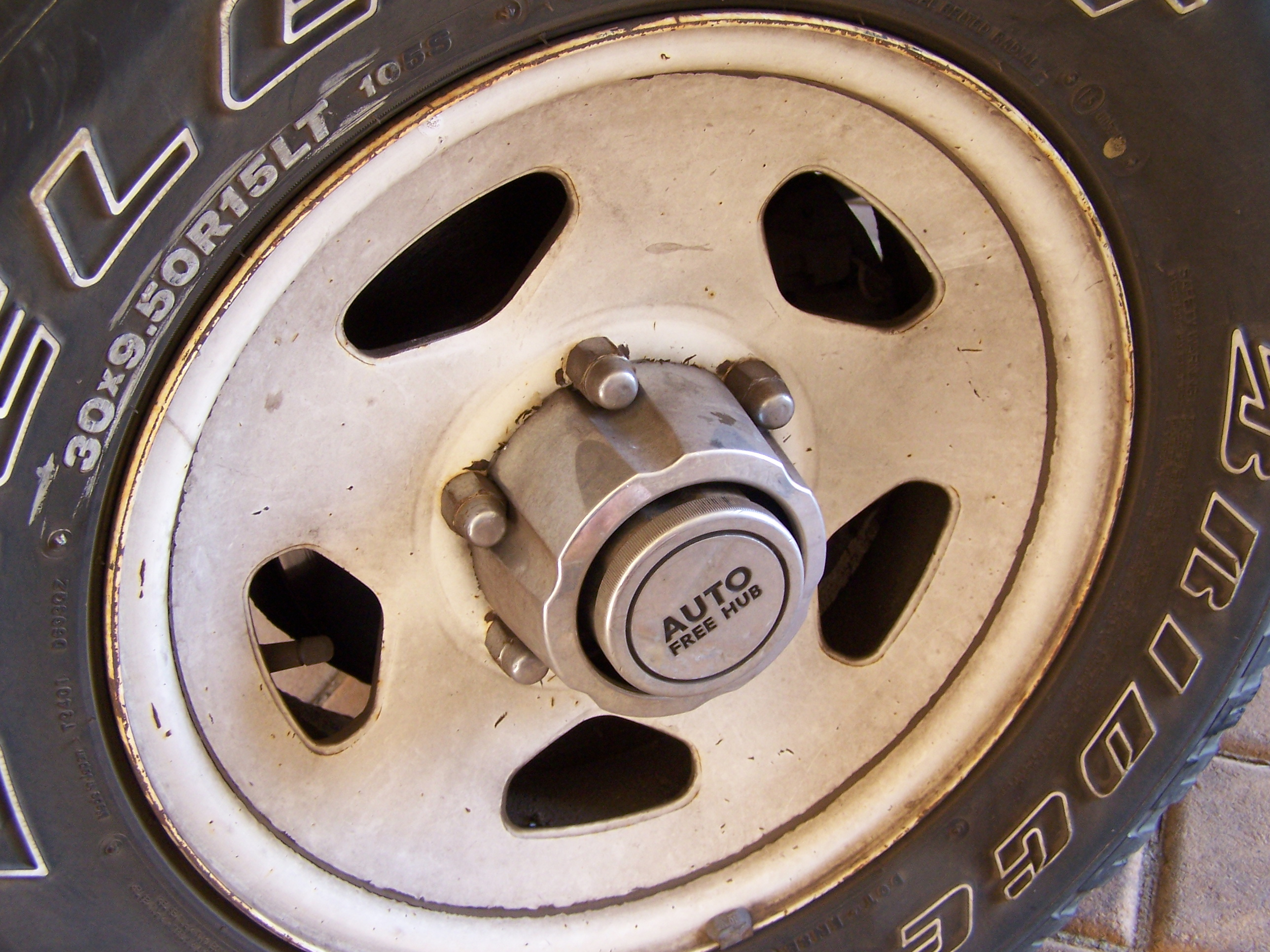
1986年式 三菱・パジェロの自動切替式フリーホイールハブ

フリーホイールハブ（free wheeling hubs）とは、自動車に用いられるホイールハブの一種であり、ドライブシャフトからの駆動力をドライバーの任意で切り離すことが出来る機構を備えている。主にパートタイム式4WD車に用いられ、ロッキングハブ（Locking hubs）と呼ばれることもある。

## 概要
多くのパートタイム式4WD車、特にヘビーデューティタイプのクロカン4WDや4x4トラックなどでは、前後車軸を繋ぐプロペラシャフトにトランスファーを備えており、原則として登坂や悪路など強力な駆動力が必要とされる局面にのみ四輪駆動とすることが望ましいとされているため、普段の走行時はほとんどの場合二輪駆動のままで運用されることが多くなる。
フリーホイールハブはこのような車両の二輪駆動時に、駆動輪ではない車軸の車輪をドライブシャフトから切り離すために用いられる。フリーホイールハブを作動させると、車輪とドライブシャフト間の駆動伝達が断たれ、作動したまま四輪駆動に切り替えたとしても車輪には駆動力が伝わらなくなる。
このような機構が考案された背景としては、パートタイム四駆車両の二輪駆動時における非駆動輪と、それに連動したドライブシャフト、ディファレンシャルおよびプロペラシャフトの空転による回転抵抗が無視できないほど大きかった事が挙げられる。この回転抵抗はそのまま燃費の悪化や振動の増大、旋回時のステアリングの重さなどに直結するため、フリーホイールハブの実装はパートタイム四駆車両に二輪駆動車両と同様のドライバビリティや燃費性能を持たせる上で大きな意義があった。
現在、フリーホイールハブは大きく分けて二種類に分類できる。
一つは旧式の四輪駆動車に多く用いられている手動式のフリーホイールハブで、ハブ先端にツマミが付いており、ハブの直結・解放の操作のためにはドライバーはその都度車を降りて操作を行う必要がある。トランスファーの駆動状態に関わらずハブの切り替えが可能なため、長い悪路区間を走る場合には二輪駆動の状態であっても予めハブを直結状態にしたまま走ることが望ましいとされる。また、トランスファーに副変速機を備えている車種で、2H-4H-4Lなどの、低速レンジにする際トランスファーが強制的に四駆になってしまうシフトパターンをもつものでは、4Lに切り替えた後にフリーホイールハブを解放することで「二輪駆動の低速レンジ」という状態を意図的に作り出すことも可能となる。
そのため悪路走行を趣味とする者の中には、後述の自動式フリーホイールハブに比べて構造が単純で軽量、信頼性に優れる、駆動形式と副変速機ギアレンジの組み合わせの自由度が高いなどの理由から、自動式フリーホイールハブを敢えて手動式に交換する者も存在する。しかし、ハブ切り替えツマミには特に鍵などが付いていないため、ドライバー以外の第三者が悪意を持って切り替えを行ってしまう可能性がある。
もう一つは近年の四輪駆動車のほとんどに用いられている自動式のフリーホイールハブである。このタイプのハブは負圧や油圧、電気モーター駆動などにより、ドライバーのトランスファー切り替え操作と同時に自動的にハブの直結・解放を行うため、走行中であってもトランスファー切り替えが容易に行え、二輪駆動時でもフリーホイールハブの切り替え忘れによる燃費悪化も発生しないという利点がある。
しかし、この形式のハブの多くはトランスファー切り替え後、瞬時にハブを直結・解放するのではなく、一定の空走距離（多くの場合は前進側）をおいてからハブの切り替えを行うため、二輪駆動状態で完全にスタックしてしまったような状況の時には、四輪駆動に切り替えても自動ハブが作動せず、スタックから脱出できない状況が起こりうる欠点があるとされる。そのため、悪路を走る際には予め路面状態を判断した上でスタックの危険がある箇所を通過する際には早めに四輪駆動に切り替えておく必要がある。
フリーホイールハブを実装する上でのデメリットとしては、前述の通り手動式の場合作動の度に乗り降りが必要となること、自動式の場合には空走距離が取れない状況の時は切り替え自体が行えなくなる危険性があることが挙げられるが、それ以外にも巨大なハブ突き出し部分の存在から、装着できるホイールのデザインや種類がある程度限定されてしまうこと、悪路走行時においてはハブ先端に障害物が当たることでハブ本体が破損して走行不能に陥ってしまう可能性なども挙げられる。

## フリーアクスル
近年の自動化が進んだ4WD車では、従来のフリーホイールハブと同様の目的で、フリーアクスル(Free Axle)と呼ばれる機構が用いられる場合もある。フリーホイールハブはハブとドライブシャフト間の駆動伝達を断つのに対して、フリーアクスルは非駆動軸側デフケース付近に設けられ、デフとドライブシャフト間の駆動伝達を断つ事が特徴である。その実装形態から、殆どの場合はバキュームダイヤフラム若しくは電動モーターで動作する自動式フリーアクスルの形態で用いられる。
フリーアクスルは車体中央付近のデフケースに機構を集中できる為に、車輪のハブその物をよりシンプル且つ軽量に出来る利点がある。反面、ハブとドライブシャフトが機械的に連結されたままとなるため、駆動損失の低減という面ではフリーホイールハブよりもやや不利となる。
フリーアクスルには非駆動軸側デフケースの左右両側のドライブシャフトを切り離すものと、左右どちらか片方のドライブシャフトのみを切り離すものに大別される。後者の構造は、所謂オープンデフの欠点を逆手に取ったものであり、差動装置の片輪が完全に無負荷となる状態を擬似的に作り出すものである。よって、フリーアクスルに切り離されたドライブシャフト側のピニオンギアはプロペラシャフトの回転と共に高速で空転し続け、逆に連結されている側のドライブシャフトにはプロペラシャフトの回転は伝わらなくなり、同時に車輪からのバックトルクもプロペラシャフトには伝わらなくなる。後者の構造はフリーアクスルをよりシンプル且つ合理的に実現できる反面、非駆動軸側デフケースに内蔵可能な差動装置がオープンデフに限定されるという欠点もある。